# Каменський Михайло Давидович
Михайло Давидович Каменський (справжнє прізвище Ейдіс; 1889—1963) — радянський державний і партійний діяч, перший секретар обласного комітету РКП(б) — Кара-Киргизької — Киргизької автономної області (1924—1925).

## Життєпис
Михайло Ейдіс народився в Шполі Київської губернії. Член РСДРП від 1908 року.
1918 року перебував на підпільній роботі в Одесі. Від наступного року служив в Одеській губернській ЧК, а потім — на політроботі в РСЧА. 1921 року зазнав поранення на Південному фронті, після чого впродовж року лікувався.
У жовтні 1922 року Михайло Каменський був призначений завідувачем організаційного відділу Томського губернського комітету РКП(б). Потім — від червня до листопада 1924 року — завідувач організаційного відділу Ферганського обласного комітету КП(б) Туркестану.
Від 18 жовтня 1924 до 23 березня 1925 року займав пост першого секретаря Кара-Киргизького тимчасового обласного бюро РКП(б). Після цього (до 17 серпня того ж року) був першим секретарем обласного комітету РКП(б) — Кара-Киргизької — Киргизької автономної області.
1926 року закінчив курси марксизму-ленінізму.
У 1925—1941 роках працював на Північному Кавказі, у Чечні, Саратовській та Ярославській обласних партійних організаціях. Обіймав пост начальника Головного управління Наркомзему. У 1941—1944 роках Михайло Каменський обіймав посаду директора Краснореченської машинно-тракторної станції у Фрунзенській області.
1945 року отримав пост начальника економічного управління міністерства сільського господарства СРСР.